# Friardel
Friardel est une ancienne commune française, située dans le département du Calvados en région Normandie, devenue le 1er janvier 2016 une commune déléguée au sein de la commune nouvelle de La Vespière-Friardel. La fusion devient totale le 1er janvier 2021.

## Géographie
| Orbec    | Orbec                         | Orbec                |
| Cerqueux | Friardel                      | La Vespière          |
| Meulles  | Familly, La Folletière-Abenon | La Folletière-Abenon |

## Toponymie
Le nom de la localité est attesté sous la forme Friardellum en 1057.

## Histoire
Le 1er janvier 2016, Friardel intègre avec La Vespière la commune de La Vespière-Friardel créée sous le régime juridique des communes nouvelles instauré par la loi no 2010-1563 du 16 décembre 2010 de réforme des collectivités territoriales. Les communes de Friardel et La Vespière deviennent des communes déléguées et La Vespière est le chef-lieu de la commune nouvelle. Les communes déléguées sont supprimées au 1er janvier 2021.

## Politique et administration
| Période                                  | Période       | Identité       | Étiquette | Qualité                |
| ---------------------------------------- | ------------- | -------------- | --------- | ---------------------- |
| mars 1983                                | mars 2001     | Jean Leguennec |           |                        |
| mars 2001                                | décembre 2015 | Kléber Grenier | SE        | Dessinateur industriel |
| Les données manquantes sont à compléter. |               |                |           |                        |

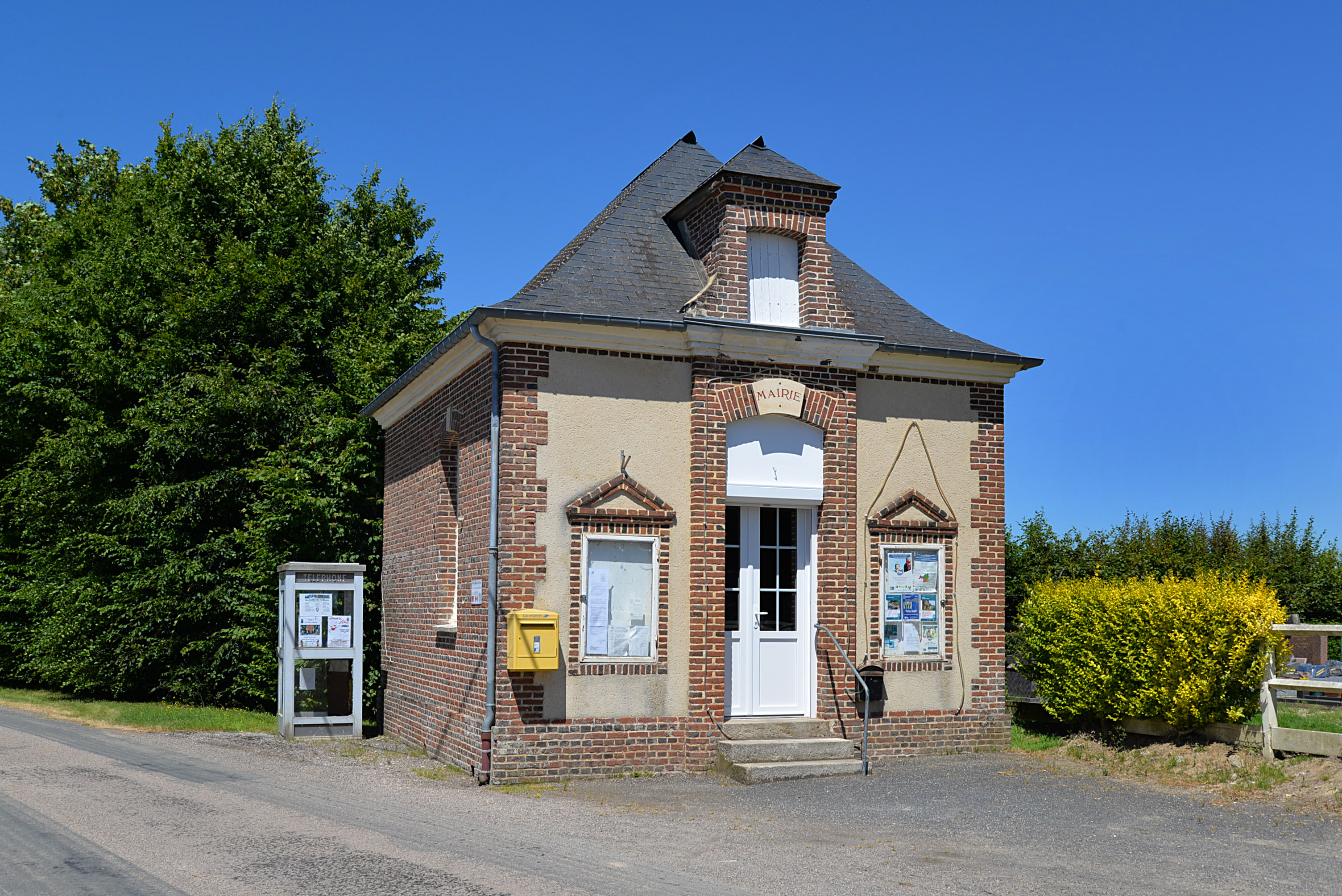
L'ancienne mairie.

Le conseil municipal était composé de onze membres dont le maire et un adjoint.

## Démographie
L'évolution du nombre d'habitants est connue à travers les recensements de la population effectués dans la commune depuis 1793. À partir du 1er janvier 2009, les populations légales des communes sont publiées annuellement dans le cadre d'un recensement qui repose désormais sur une collecte d'information annuelle, concernant successivement tous les territoires communaux au cours d'une période de cinq ans. 
Pour les communes de moins de 10 000 habitants, une enquête de recensement portant sur toute la population est réalisée tous les cinq ans, les populations légales des années intermédiaires étant quant à elles estimées par interpolation ou extrapolation. Pour la commune, le premier recensement exhaustif entrant dans le cadre du nouveau dispositif a été réalisé en 2008,.
En 2019, la commune comptait 248 habitants, en évolution de +3,33 % par rapport à 2014 (Calvados : +1,58 %, France hors Mayotte : +2,49 %).
Friardel a compté jusqu'à 375 habitants en 1806.
| 1793 | 1800 | 1806 | 1821 | 1831 | 1836 | 1841 | 1846 | 1851 |
| ---- | ---- | ---- | ---- | ---- | ---- | ---- | ---- | ---- |
| 373  | 302  | 375  | 349  | 361  | 334  | 349  | 311  | 300  |

| 1856 | 1861 | 1866 | 1872 | 1876 | 1881 | 1886 | 1891 | 1896 |
| ---- | ---- | ---- | ---- | ---- | ---- | ---- | ---- | ---- |
| 290  | 262  | 294  | 262  | 251  | 216  | 244  | 249  | 227  |

| 1901 | 1906 | 1911 | 1921 | 1926 | 1931 | 1936 | 1946 | 1954 |
| ---- | ---- | ---- | ---- | ---- | ---- | ---- | ---- | ---- |
| 234  | 248  | 238  | 270  | 272  | 246  | 240  | 254  | 242  |

| 1962 | 1968 | 1975 | 1982 | 1990 | 1999 | 2008 | 2013 | 2018 |
| ---- | ---- | ---- | ---- | ---- | ---- | ---- | ---- | ---- |
| 225  | 176  | 181  | 206  | 185  | 199  | 239  | 239  | 247  |

| 2019 | - | - | - | - | - | - | - | - |
| ---- | - | - | - | - | - | - | - | - |
| 248  | - | - | - | - | - | - | - | - |

## Culture locale et patrimoine

### Lieux et monuments
- Ancien prieuré de Saint-Cyr, du XIIIe siècle, dont l'église classée au titre des monuments historiques en 1933 a été détruite en 1944[11].
- Manoir de Douville, du XVe siècle, inscrit au titre des monuments historiques[12].
- Église Saint-Martin du XIe siècle. Elle abrite des vestiges du prieuré dont une fresque du XIVe siècle et le gisant du XIIIe siècle de Guillaume de Friardel, fondateur du prieuré, deux œuvres classées au titre objet[13].
- Château de Friardel du XIIe siècle avec colombier, pressoir et chapelle.
- Vestiges d'une motte féodale[14].

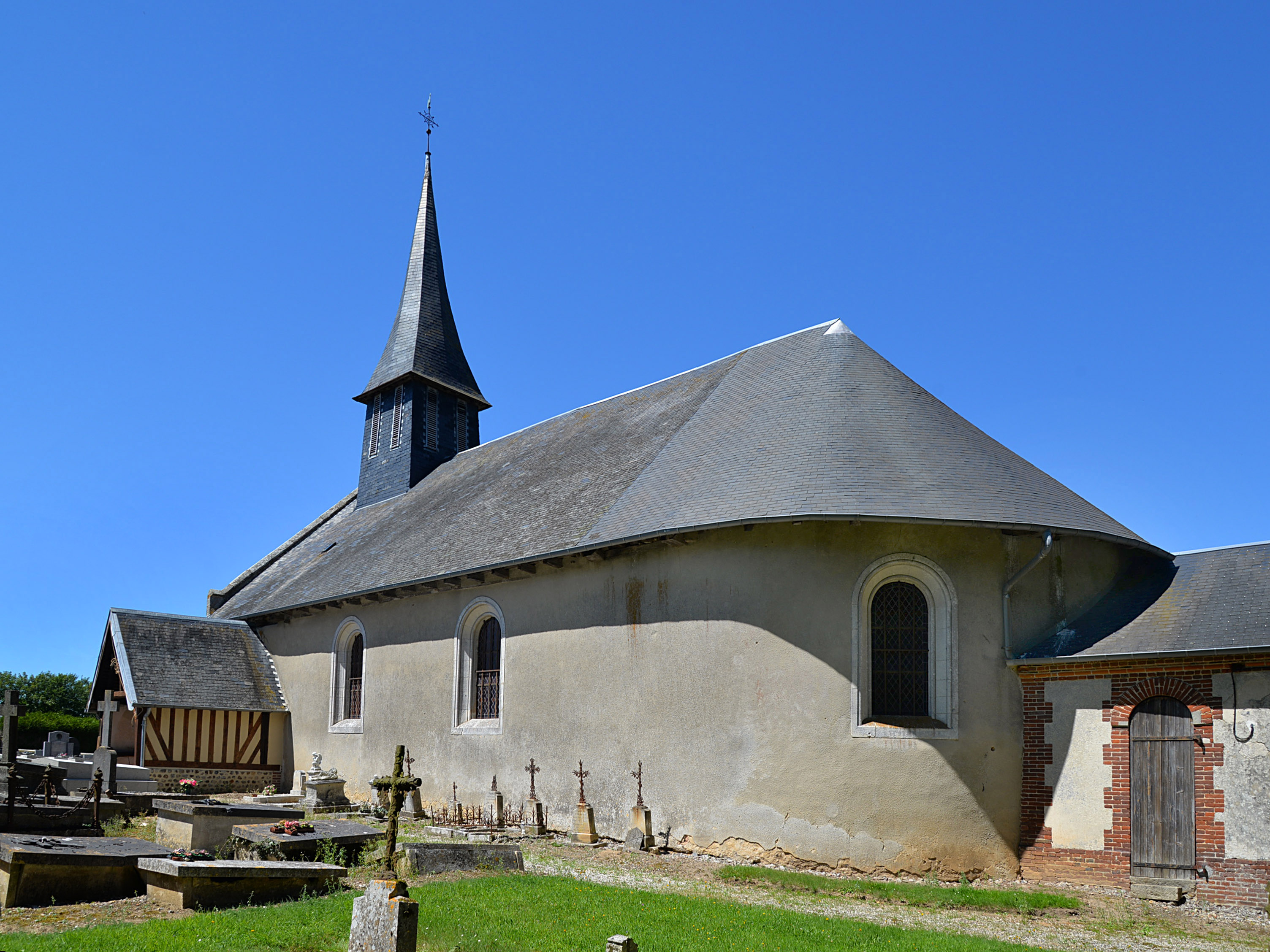
L'église Saint-Martin.
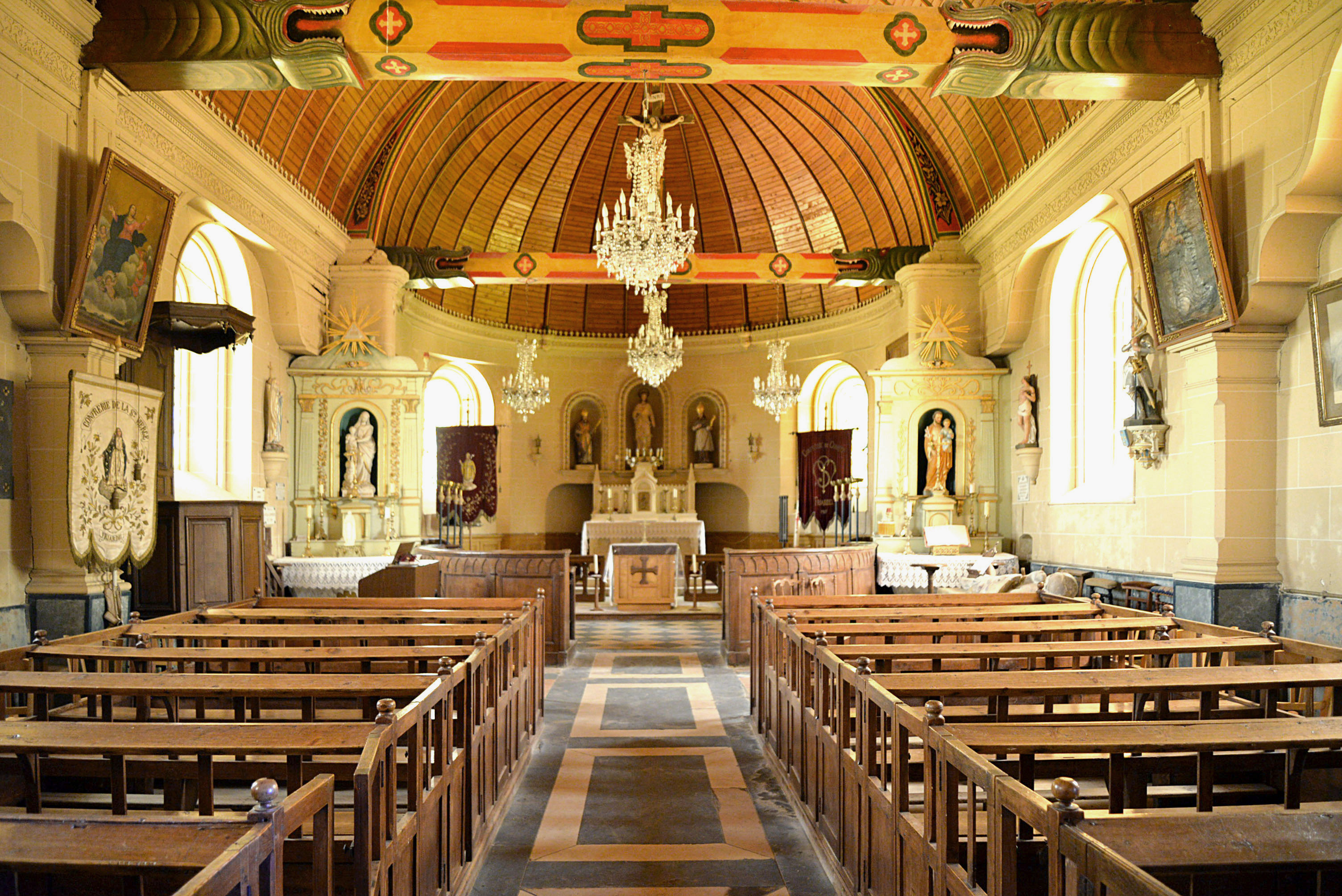
La nef de l'église Saint-Martin.
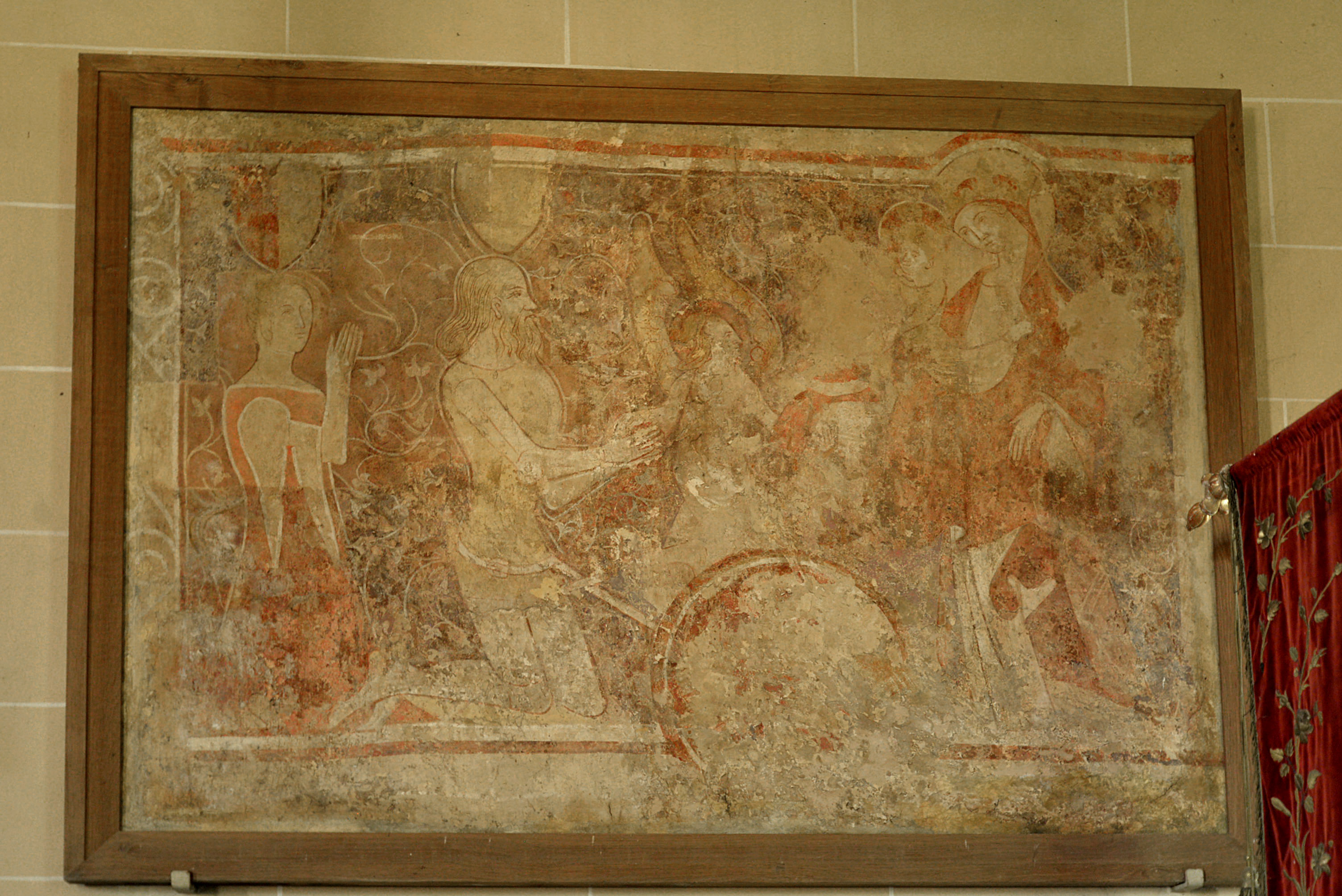
Une des fresques dans l'église Saint-Martin.
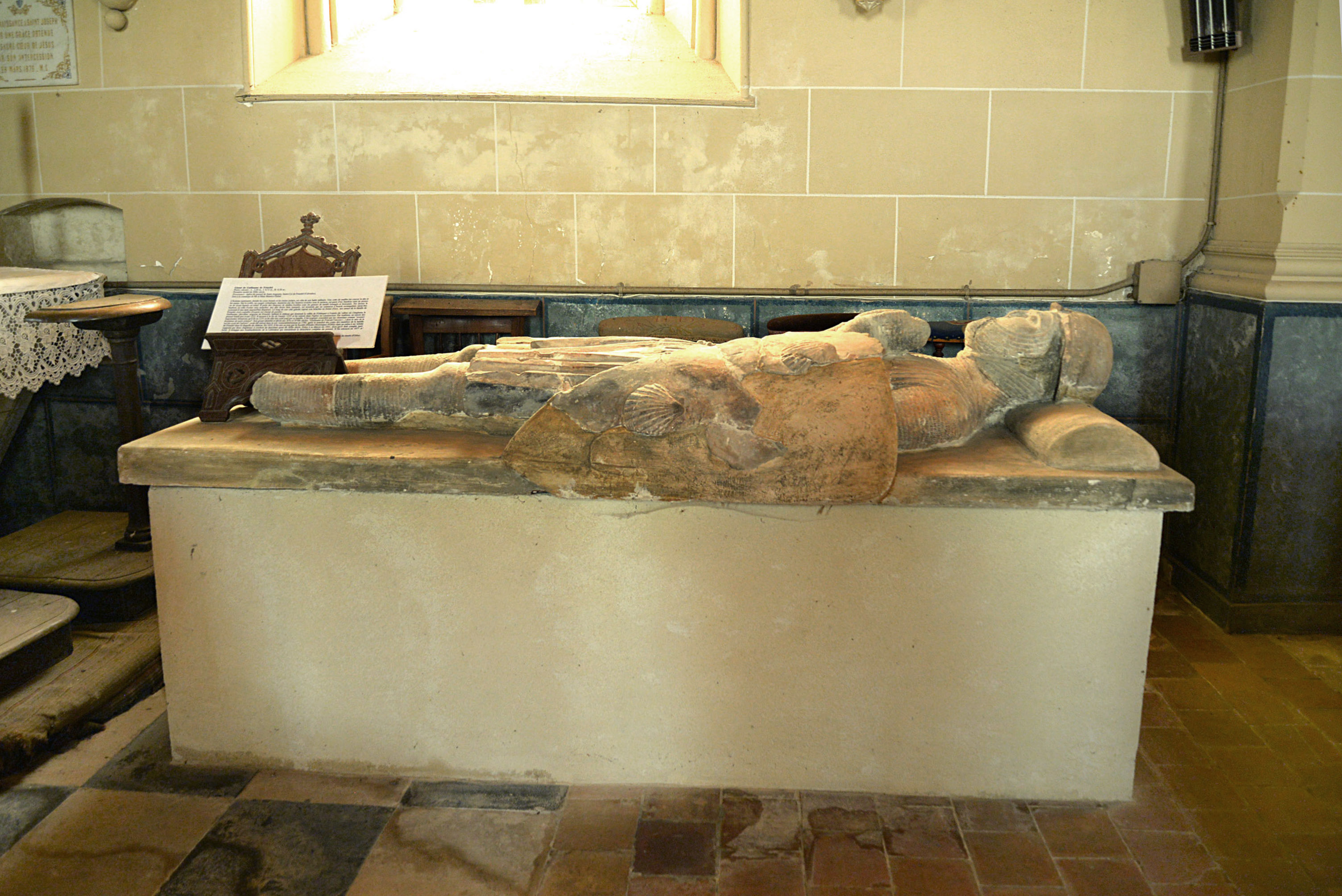
Le gisant de Guillaume de Friardel.
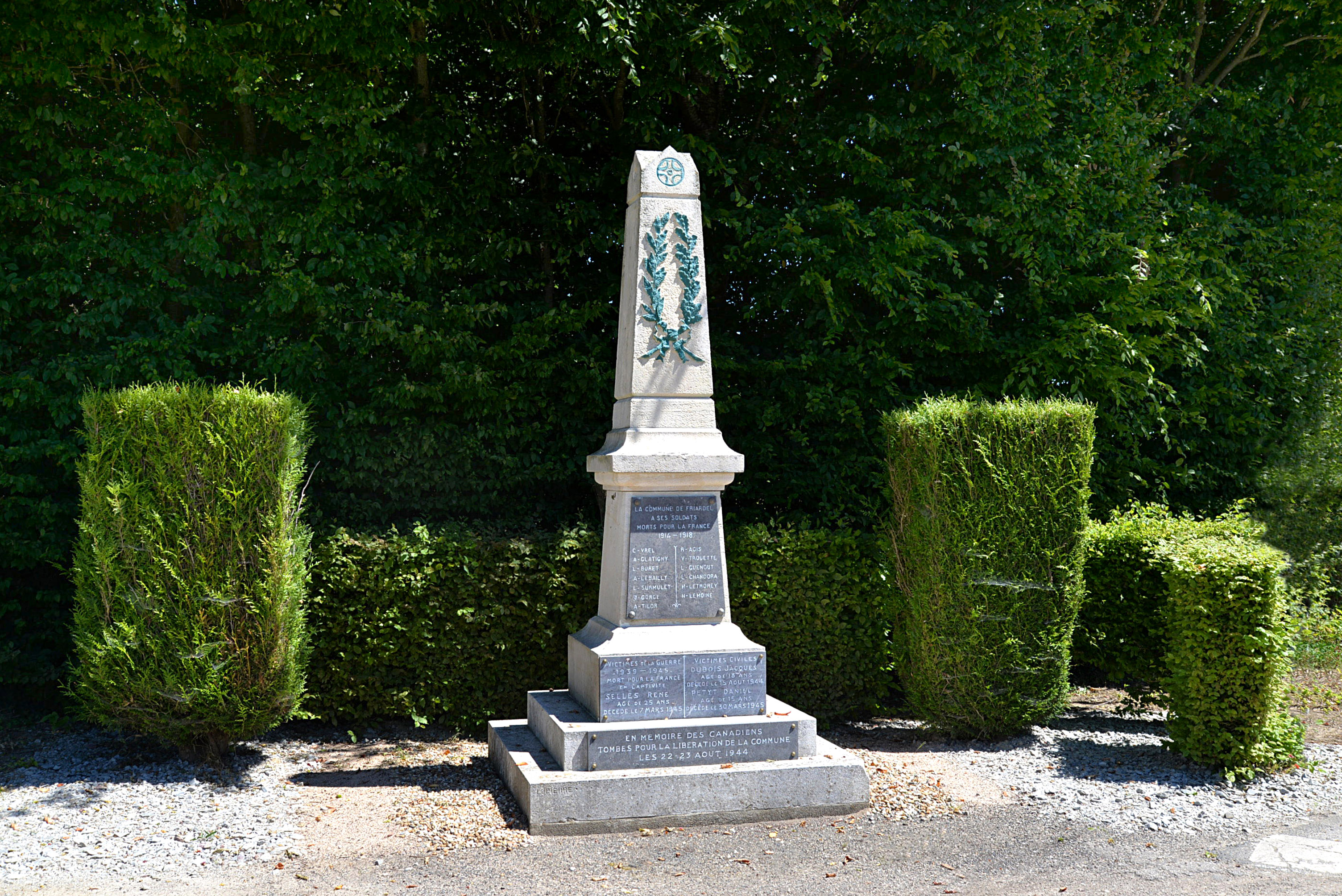
Le monument aux morts.